# Triboluminescència

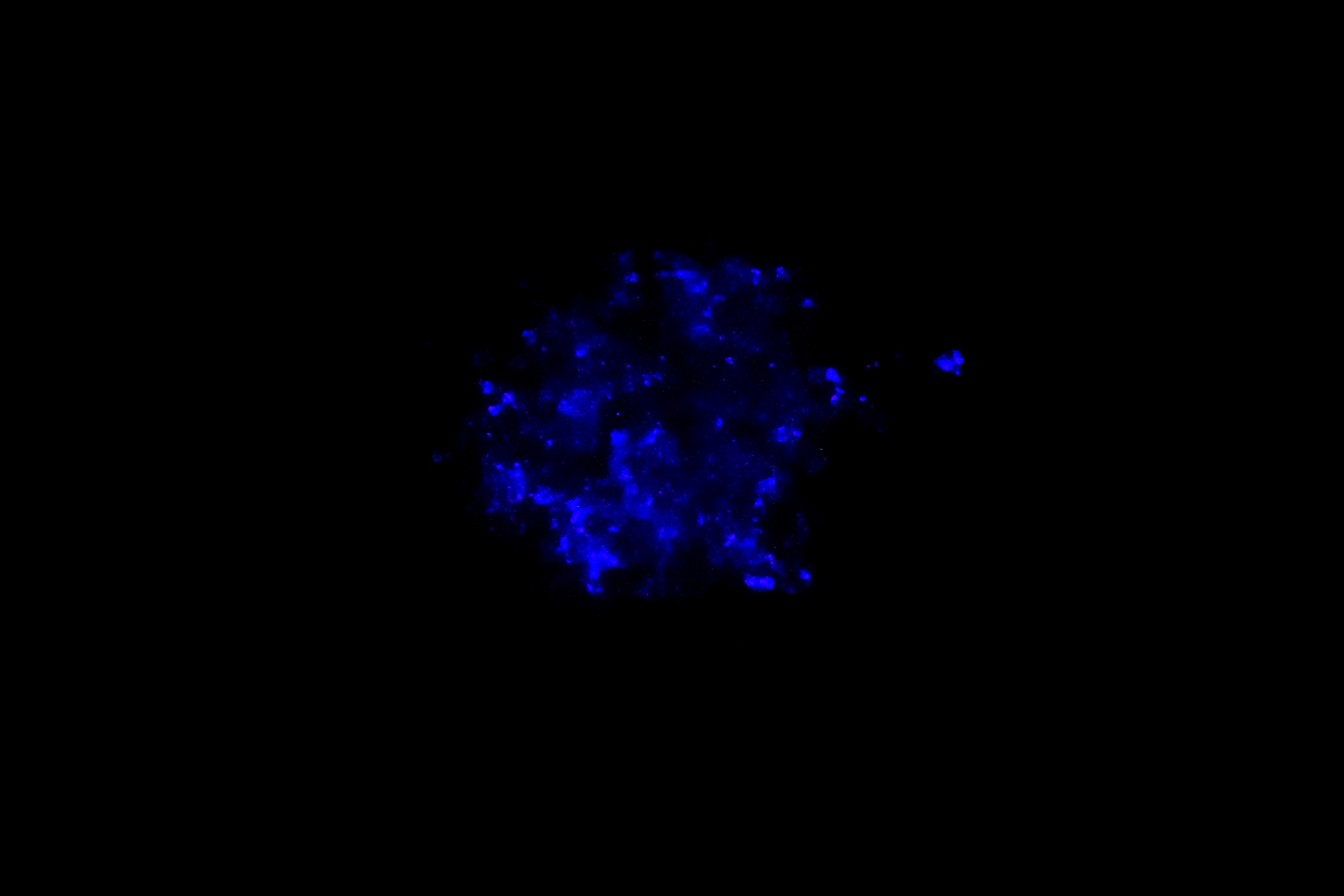
Triboluminiscència de la nicotina L-salicylat.

La triboluminescència és l'emissió de llum que té lloc en algunes substàncies sotmeses a deformacions o fractures ja sigui per via mecànica o tèrmica. El terme procedeix del grec τριβείν ("tribeín"; fregar o maltractar) i del llatí lumen (llum). És una propietat típica d'alguns minerals que s'exciten amb raigs ultraviolats com ara la blenda, el quars, les miques, l'aragonita, la dolomita, la baritina i el guix, entre d'altres, així com d'algunes roques com ara el marbre i de múltiples substàncies químiques, tant orgàniques com inorgàniques. Segons algunes fonts, és una propietat que pot arribar a presentar fins al 50% de la matèria cristal·lina.

## Explicació
La triboluminescència és un fenomen encara poc conegut; és visible, per exemple, quan es trituren cristalls de certes substàncies. Quan es tritura, per exemple, sucre es poden veure espurnes luminescents. S'han fet observacions similars amb nombroses substàncies orgàniques i inorgàniques. En tots els casos, les càrregues elèctriques positives i negatives són produïdes per la separació mecànica de les superfícies i durant el procés de cristal·lització. Després, l'emissió de llum es produeix per descàrrega, ja sigui directament, per fragments de molècules, o per excitació de l'atmosfera al voltant de la superfície separada.